# Католицизм на Маврикии

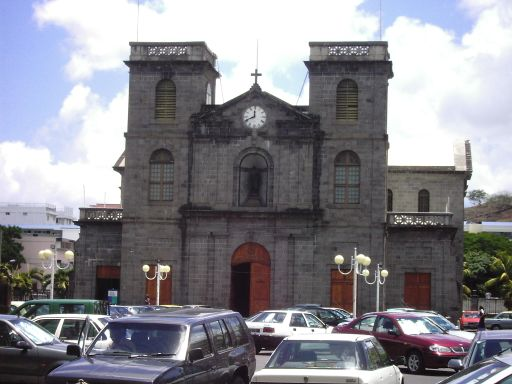
Кафедральный собор епархии Порт-Луи, город Порт-Луи

Католицизм на Маврикии или Католическая церковь в Республике Маврикий является частью всемирной Католической церкви. Численность католиков на Маврикии составляет около 312 тысяч человек (25 % от общей численности населения).

## История
Католическая церковь стала развивать свою миссионерскую деятельность на Маврикии с первой четверти XVIII века. Первыми католическими миссионерами, прибывшими на Маврикий в 1722 году, были монахи из католического ордена лазаристов, которые пробыли на Маврикии до 1819 года, когда их сменили бенедиктинцы. В это же время на острове также работали иезуиты, которые занимались обращением индийцев, проживавших на Маврикии.
В 1810 году остров перешёл к Великобритании и деятельность Католической церкви на Маврикии несколько ослабла. В 1819 году Маврикий стал центром апостольского викариата, который включал в себя обширные территории Индийского океана. В этот апостольский викариат входили Маврикий, остров Елены, мыс Доброй Надежды, территория сегодняшней Южной Африки, Сейшельские острова, Мадагаскар и Австралия.
7 декабря 1847 года на Маврикии апостольский викариат был преображён в епархию Порт-Луи. Бенедиктинцы руководили епархий Порт-Луи до 1916 года, когда руководство местными католиками было поручено Конгрегации Святого Духа.
11 октября 2002 года на острове Родригес был учреждён отдельный апостольский викариат Родригеса.
В 1970 году были установлены дипломатические отношения между Ватиканом и Маврикием.
С 14 по 16 октября 1989 года Римский папа Иоанн Павел II посетил Маврикий с пастырским визитом.

## Структура Католической церкви
В настоящее время в стране действует одна католическая епархия Порт-Луи и апостольский викариат Родригеса, которые входят в Конференцию католических епископов Тихого Океана.

## Источник
- Католическая энциклопедия, изд. Научная книга, изд. Францисканцев, М., 2007, стр. 3, ISBN 978-5-91393-016-3